# Gewone zeebrasem
De gewone zeebrasem of pandora (Pagellus erythrinus) is een straalvinnige vis uit de familie van de zeebrasems (Sparidae) en de orde van de baarsachtigen (Perciformes), die voorkomt in het noordoosten en het oosten van de Atlantische Oceaan en de Middellandse Zee.

## Beschrijving
De zeebrasem kan maximaal 60 centimeter lang en 3240 gram zwaar worden. De vis heeft één rugvin met 12 stekels en tien vinstralen en één aarsvin met drie stekels en acht vinstralen. Het is een helder roze-rode vis met blauwe vlekjes op de flanken.

## Leefwijze
De zeebrasem is een zoutwatervis die voorkomt in subtropische wateren op een diepte van maximaal 300 meter.
Het dieet van de vis bestaat hoofdzakelijk uit macrofauna en vis.

## Relatie tot de mens
De zeebrasem is voor de visserij van aanzienlijk commercieel belang. Bovendien wordt er op de vis gejaagd in de hengelsport. Voor de mens is de zeebrasem potentieel gevaarlijk, omdat er meldingen van ciguatera-vergiftiging zijn geweest.
De soort staat niet op de Rode Lijst van de IUCN.